# Moapa Valley
Moapa Valley è un census-designated place (CDP) degli Stati Uniti, situato nella Contea di Clark nello stato del Nevada. Nel censimento del 2000 la popolazione era di 5 784 abitanti. 
I primi abitanti della zona, non indigeni, furono i mormoni che arrivarono nel 1880 circa, a tutt'oggi buona parte della popolazione appartiene a questa religione.

## Geografia fisica
Secondo i rilevamenti dell'United States Census Bureau, la località di Moapa Valley si estende su una superficie di 113,2 km², dei quali 112,8 km² sono occupati da terre, e 0,4 km² dalle acque.

## Popolazione
Secondo il censimento del 2000, a Moapa Valley vivevano 5 784 persone, ed erano presenti 1 525 gruppi familiari. La densità di popolazione era di 51,3 ab./km². Nel territorio comunale si trovavano 2 213 unità edificate. Per quanto riguarda la composizione etnica degli abitanti, il 92,41% era bianco, lo 0,24% era afroamericano, lo 0,66% era nativo, lo 0,26% era asiatico e lo 0,36% proveniva dall'Oceano Pacifico. Il 4,34% della popolazione apparteneva ad altre razze e l'1,73% a più di una. La popolazione di ogni razza ispanica corrispondeva al 9,09% degli abitanti.
Per quanto riguarda la suddivisione della popolazione in fasce d'età, il 33,5% era al di sotto dei 18, il 6,7% fra i 18 e i 24, il 23,0% fra i 25 e i 44, il 21,6% fra i 45 e i 64, mentre infine il 15,2% era al di sopra dei 65 anni di età. L'età media della popolazione era di 36 anni. Per ogni 100 donne residenti vivevano 101,7 maschi.